# 김교중
김교중(金敎中, 1916년 10월 9일~1950년?)은 대한민국의 정치인이다.

## 생애
- 전라북도 무주에서 태어났다.
- 한국 전쟁 당시 북한군에게 피살되었다.

## 역대 선거 결과
|  | 0% |

|  | 18.67% |

## 참고자료
- 《대한민국 의정총람》, 국회의원총람발간위원회, 1994년
- 김교중 - 대한민국헌정회